# Sebastian Mila
Sebastian Mila, född 10 juli 1982 i Koszalin, är en polsk fotbollsspelare (mittfältare) som spelar för Lechia Gdańsk och det polska fotbollslandslaget.
Mila gjorde det andra målet i EM-kvalmatchen mot Tyskland i oktober 2014 som Polen vann med 2–0. Arkadiusz Milik gjorde det första målet i Polens historiska första segermatch mot Tyskland.

## Klubbar
- Lechia Gdańsk (2000–2001)
- Wisła Płock (2001)
- Dyskobolia Grodzisk Wielkopolski (2002–2006)
- FK Austria Wien (2005–2006) lån
- Vålerenga (2007–2008)
- ŁKS Łódź (2008) lån
- Śląsk Wrocław (2008–2014)
- Lechia Gdańsk (2015–?)